# Ustad Mansur
Ustad Mansur (activo entre 1590-1624) fue un pintor y artista de la corte de Mughal del siglo XVII. Creció durante el reinado de Jahangir (1605-1627) durante el cual se destacó en la representación de plantas y animales. Fue el primer artista en pintar el dodo en color, además de ser el primero en ilustrar la grulla siberiana. Hacia el final del reinado de Akbar, ganó el título de ustad (= maestro) y durante el reinado del emperador mogol Jahangir sus obras maestras le valieron el título de Nãdir-al-Asr.("Sin igual de la edad"). Aunque es ampliamente conocido por sus ilustraciones de historia natural, también retrató a personas en varias ilustraciones manuscritas. 
Un cráter de impacto de 95 km de diámetro, en el planeta Mercurio, se llama Mansur en honor al artista.

## Vida y trabajo

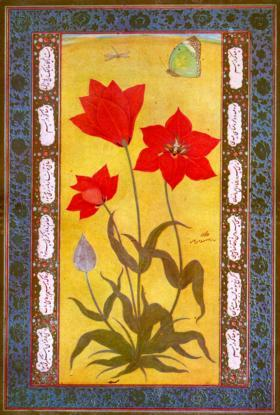
Tulipán de Cachemira (c. 1610) por «Mansur Naqqash».

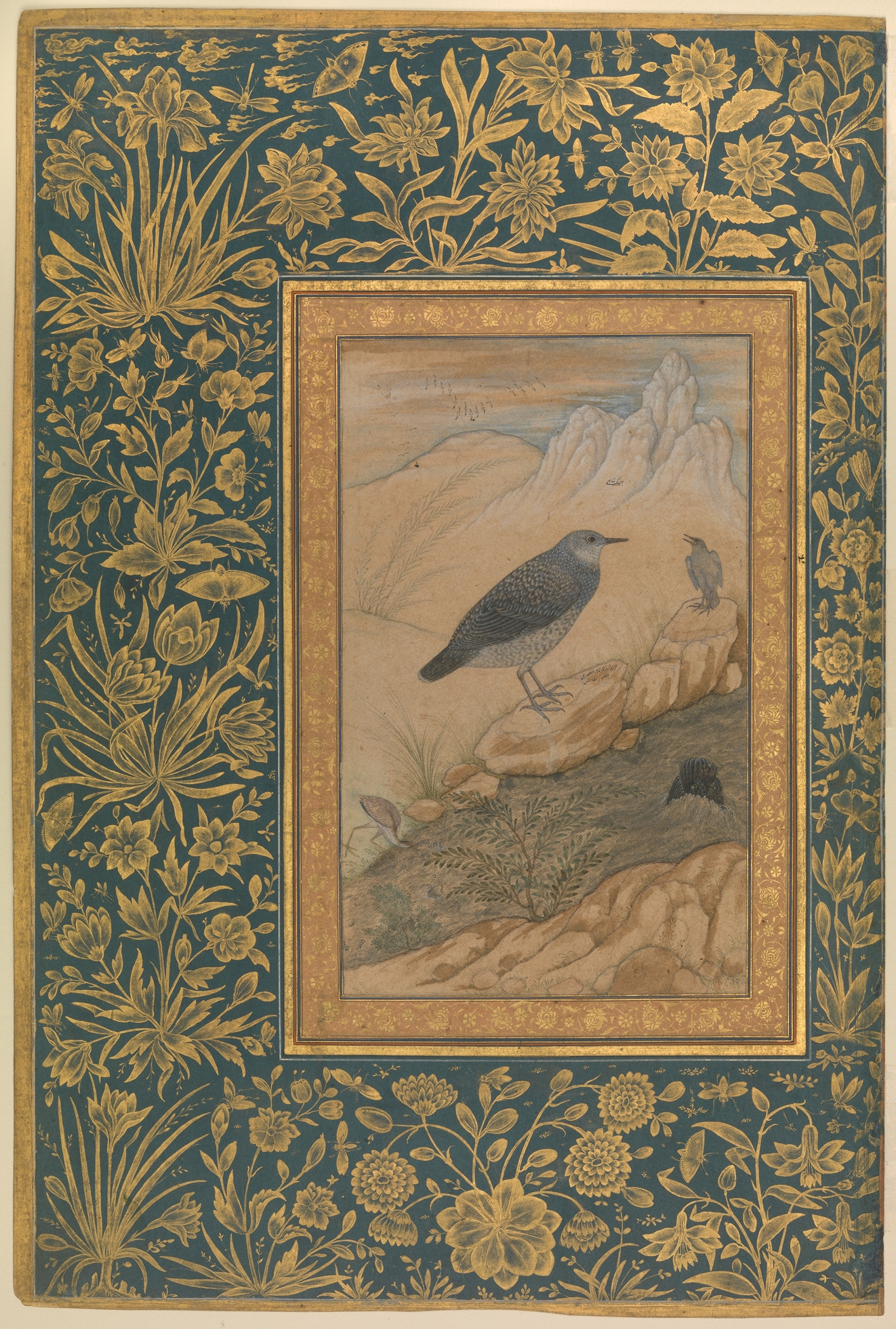
Mirlo acuático pardo (c. 1620) en el Metropolitan Museum of Art.

El año del nacimiento de Mansur es desconocido. Su nombre fue añadido en algunas de las primeras miniaturas como Naqqash, que puede referirse a un artista, pintor o tallador, lo que indica que proviene de una familia que estaba en una profesión artística. Una miniatura en un manuscrito que muestra a «Babur conociendo a su hermana» (folio 8, Museo Nacional) se atribuye a Mansur, pero por lo contrario no se encuentra ninguna mención en las memorias de Babur (Baburnama). Fue asociado con otros artistas de la época, incluidos Basawan, Miskina y Nanha. Durante el reinado de Akbar parece haber estado involucrado únicamente como colorista en las planchas del Libro de Akbar (Akbarnama) y su nombre no es mencionado por Abu'l-Fazl entre la lista de artistas. Akbar siguió el principio de que todas las ilustraciones deberían incluir el nombre del artista en el margen. La copia del Akbarnama (1604) del Museo Británico incluye algunos folios (35, 110a, 110b y 112a), donde su nombre tiene el prefijo «ustad» (= maestro), lo que indica su ascenso a la esta excelencia.
Los primeros trabajos incluyeron partes de retratos y otras escenas y se realizaron como parte del Baburnama (1590-1595), la mayoría de estos son como ayudante o colorista. Su reproductor Veena (hacia 1595) y el retrato de coronación de Jahangir (hacia 1605, hecho junto con el artista Manohar) son obras de sus principios. En 1612, Jahangir recibió un  gallo-pavo de Goa y esto fue ilustrado por Mansur. En 1619, el mismo emperador recibió un halcón de Berbería como regalo de sha Abbas de Persia; Jahangir lo encontró raro y bellamente modelado y cuando murió, ordenó que se hiciera una copia con el pájaro. En 1620, Jahangir visitó Cachemira y vio un mirlo acuático pardo que describió en sus memorias (Tuzk-e-Jahangiri) traducido como:
"... En esta corriente vi un pájaro como un saj. Se sumerge y permanece por un largo tiempo debajo y luego viene de un lugar diferente. Les ordené que lo atraparan y trajeran dos o tres de estas aves, para que yo pudiera averiguar si eran aves acuáticas y patas de red, o tenían los pies abiertos como aves terrestres. Atraparon a dos ... Uno murió inmediatamente y el otro vivió por un día. Sus pies no eran palmeados como los de un pato. Pedí a Nadirul-asr Ustad Mansur que dibujara su semejanza ".
Mansur pintó al menos cien flores del valle de Cachemira durante este período. Un tulipán rojo de Cachemira es una de las pinturas más conocidas. Sin embargo, la identidad del tulipán se debate con sugerencias competitivas que incluyen a Tulipa lanata, T. montana y T. lehmanniana. En 1621, Jahangir recibió una cebra y este fue quizás el tema de la última pintura en miniatura hecha por Mansur. Se sugiere que su carrera terminó con el reinado de Jehangir en 1627. Varias otras obras firmadas, como una de la grulla siberiana —ahora ya no es un ave migrante de invierno a la India— y la otra de un sisón de Bengala están en el Museo de la India, Kolkata. Algunas otras obras se encuentran en el Museo Nacional, Delhi, el Museo maharajá Sawai Man Singh II, Jaipur y el Chhatrapati Sivaji Vastu Sangrahalaya, Mumbai.

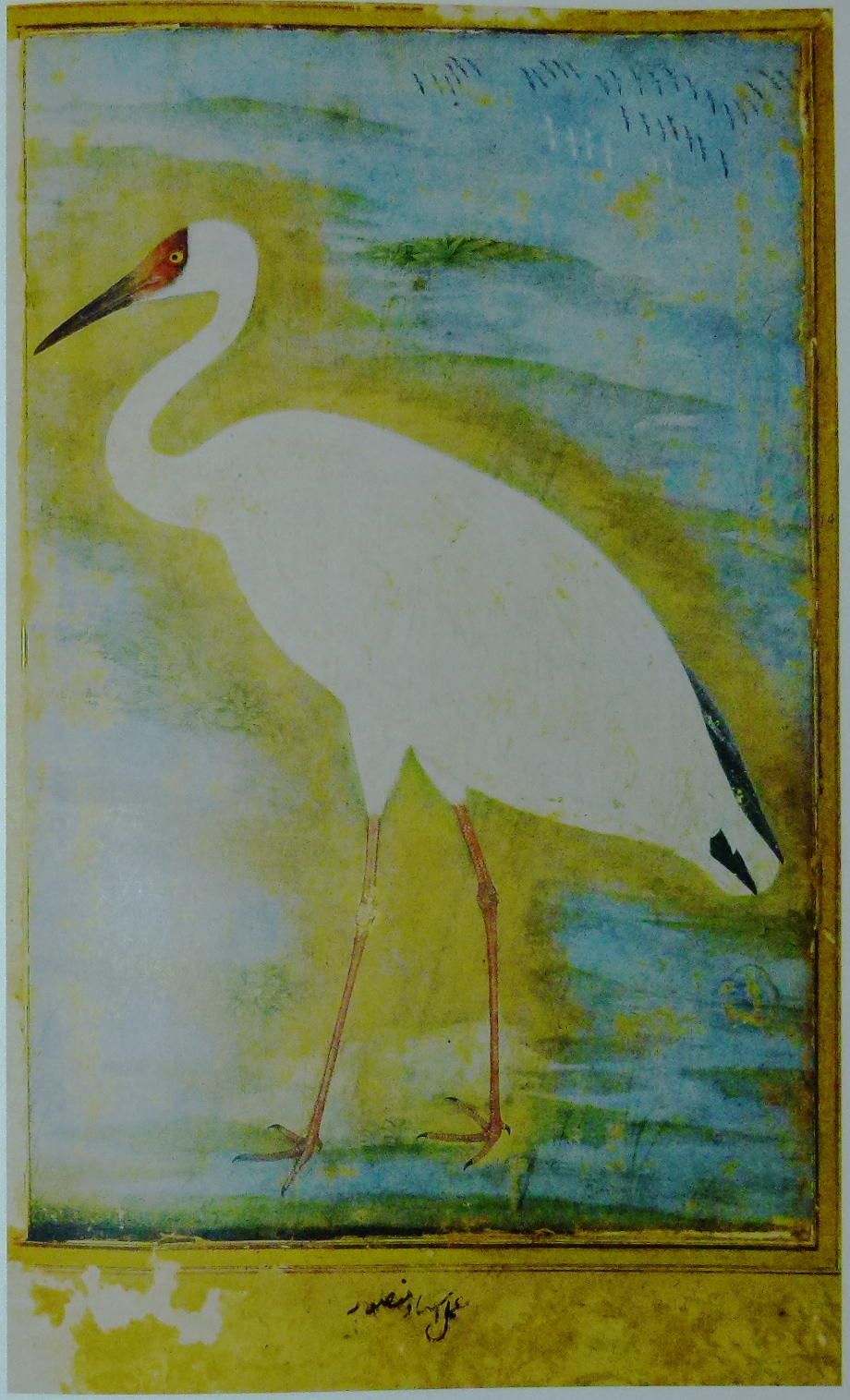
Grulla siberiana (c. 1625)

No todas las aves de Mansur se basaban en la realidad. También creó pájaros de fantasía y muchas de las composiciones, como las flores y los insectos en el fondo, son yuxtaposiciones creadas para dicho efecto. Parece que estas aves imaginarias se hicieron en el estilo de sus pares mayores, Miskina e Ikhlas, y se hicieron al principio de su carrera como artista. En términos de estilo, las ilustraciones de Mansur se centran en los detalles con un solo pájaro que domina la composición. Los pájaros o animales están en una postura de pie o en una posición de comer. A menudo usaba plantas e insectos en el fondo y los bordes florales, característicos de las obras de la pintura mogol, y que pueden ayudar a identificar sus obras.
Las pinturas más significativas, en términos de zoología, son las de la grulla siberiana y el dodo. La pintura de la grulla siberiana se hizo mucho antes de que fuera descrita formalmente y se le diera un nombre binomial por Peter Simon Pallas en 1773. La pintura del dodo está entre las pocas que se representaron en color y es una fuente muy importante para los zoólogos. Se cree que el dodo fue llevado a través de Surat a la corte de Jehangir a través de Goa, controlado por los portugueses, y su pintura fue descubierta en el Museo del Hermitage de San Petersburgo y aunque no se haya firmado, se cree que fue obra de Mansur o un contemporáneo cercano. Dos dodos fueron descritos por el viajero inglés Peter Mundy en Surat y se cree que la pintura se basa en uno de ellos. Mundy estuvo en la región entre 1628 y 1633. La grulla siberiana pintada en papel es extremadamente detallada y muestra las arrugas en la piel desnuda, las patas y una pequeña pluma pegada a la garra.

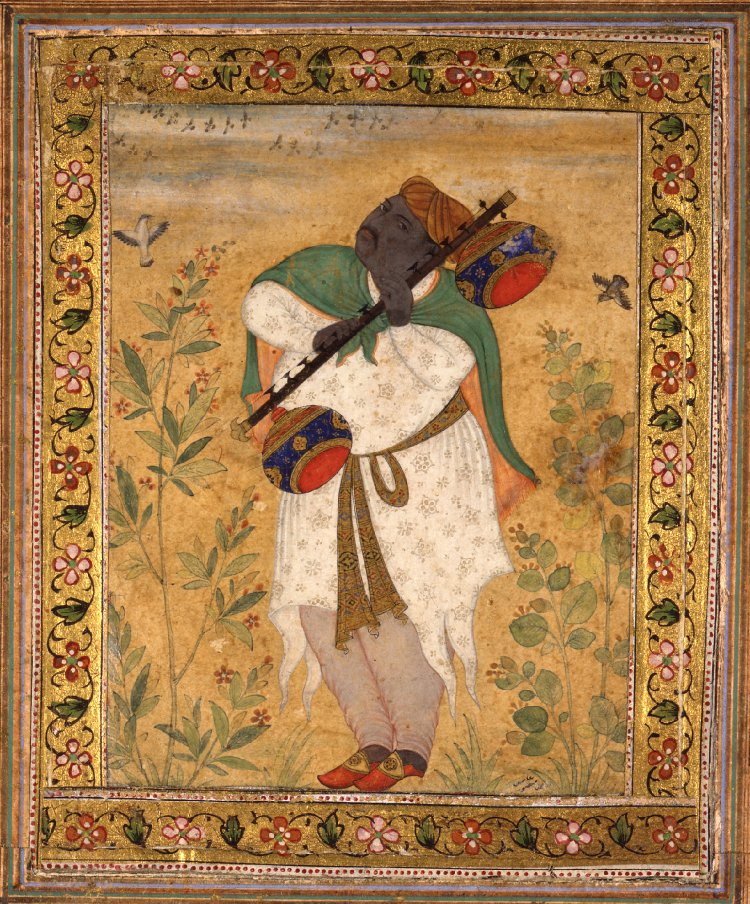
Retrato de Naubat Khan realizado por Ustad Mansur, en el Museo Británico de Londres.

Mansur también era un gran artista de retratos. Su pintura del músico Naubat Khan que trabajó en las cortes de Akbar y más tarde de Jahangir es un ejemplo.
Varios artistas de los siglos XVII y XIX llegaron a imitar y copiar sus obras, a veces incluso con su firma,) especialmente para exportar a Europa. Por lo tanto, no es fácil evaluar una verdadera obra de Ustad Mansur, que en el caso del «camaleón» se puede hacer teniendo en cuenta la calidad del trabajo. La pintura es muy detallada y se presume que es un camaleón indio a causa de la vista muy detallada de los pies del animal mostrando cada pie exhibiendo «dígitos fusionados en grupos opuestos», una banda más clara por el borde de la boca, y una línea de escamas blancas en la parte inferior del vientre.